# 3-тя авіаційна армія особливого призначення
3-я авіаці́йна а́рмія особли́вого призна́чення (АОП-3) — оперативно-стратегічне об'єднання (авіаційна армія) військово-повітряних сил Робітничо-селянської Червоної армії (ВПС РСЧА).

## Історія
На виконання постанови Головної військової ради Червоної Армії від 10 квітня 1938 р. наказом НКО № 0017 від 21 травня 1938 р. була сформована 3-я авіаційна армія особливого призначення з дислокацією в Ростові-на-Дону. Цим же наказом встановлювався 4-полковий склад авіаційної армії з чисельністю авіаційного парку 307 літаків (в кожному полку по 61 бомбардувальнику, 15 винищувачів для протиповітряних баз армії й 3 літаки для обслуговування управління). Командувач АОН-2 підпорядковувався безпосередньо народному комісарові оборони СРСР на правах командувача військовим округом.
За розпорядженням Генерального штабу Червоної Армії від 12 січня 1940 р. і наказом ВВС № 063 від 29 квітня 1940 р. армія була розформована, їх частини та з'єднання увійшли до складу створеної далекобомбардувальної авіації Головного командування.

## Командування
- 1938–1940 роки — комдив Буторін Тихін Іванович.

## Склад
Станом на 20 жовтня 1939 року:
- Ростов-на-Дону:
  - 3-я авіаційна бригада:
    - 1-й важкий бомбардувальний авіаційний полк.

  - 12-а авіаційна база.
- Новочеркаськ:
  - 12-й далекобомбардувальний авіаційний полк.
  - 7-а авіаційна база.
  - 141-а комендатура аеродрому.
  - Школа молодших спеціалістів.
- Запоріжжя:
  - 7-а авіаційна бригада:
    - 11-й далекобомбардувальний авіаційний полк;
    - 8-й далекобомбардувальний авіаційний полк.

  - 16-а авіаційна база.
  - Школа молодших спеціалістів.